# Петро Александрійський
Петро Александрійський (грец. Πέτρος Αλεξανδρείας; III століття, Александрія — 25 листопада 311) — архієпископ Александрійський, християнський богослов. Вшановується в лику священномучеників у православній церкві 25 листопада (за юліанським календарем), в католицькій церкві 25 листопада.

## Біографія
Петро народився й виріс в Александрії, його вихователем був александрійський архієпископ Феона. Отримавши гарну освіту, Петро протягом п'яти років з 295 року управляв Александрійською богословською школою. В 300 році очолив після Феони Александрійську церкву. У період гонінь імператорів Діоклетіана і Максиміана покинув місто і мандрував по імперії. Повернувшись в Александрію написав «Слово про Покаянні», адресований християнам, які йшли на різні хитрощі (аж до зречення від Христа) щоб уникнути мук.

## Правила Петра Александрійського
Написане Петром у 306 році «Слово про покаяння» (грец. περί μετανοίας) Було розбито на 14 правил, які увійшли в канонічні правила християнської церкви (в латинському виданні правила Петра називаються canones poenitentiales. 15-е правило Петра про піст в середу і п'ятницю взято з його слова на Великдень. Текст правил Петра Александрійського міститься в Підаліоні та Кормчій книзі.
Крім церковних правил Петром була написана книга «Про Божество», яка цитувалася на Третьому Вселенському соборі і Четвертому Вселенських соборах. Твори Петра включені в 18-й том Patrologia Graeca.